# Iodnitrobenzole
| Gefahrensymbol |

| Gefahrensymbol | Gefahrensymbol |

| Gefahrensymbol |

Die Iodnitrobenzole bilden in der Chemie eine Stoffgruppe, die sich sowohl vom Nitrobenzol als auch vom Iodbenzol ableitet. Die Struktur besteht aus einem Benzolring mit angefügter Nitrogruppe (–NO2) und Iod (–I) als Substituenten. Durch deren unterschiedliche Anordnung ergeben sich drei Konstitutionsisomere mit der Summenformel C6H4INO2.

## Eigenschaften
Das p-Iodnitrobenzol, das die höchste Symmetrie aufweist, besitzt den höchsten Schmelzpunkt.